# Comuna Șevcenkove, Malîn
Șevcenkove (în ucraineană Шевченківська сільська рада) este o comună în raionul Malîn, regiunea Jîtomîr, Ucraina, formată din satele Krușnîkî, Kutîșce, Șevcenkove (reședința) și Tîșiv.

## Demografie
Componența lingvistică a comunei Șevcenkove
     Ucraineană (98,51%)
     Alte limbi (1,49%)
Conform recensământului din 2001, majoritatea populației comunei Șevcenkove era vorbitoare de ucraineană (98,51%), existând în minoritate și vorbitori de alte limbi.